# Ernest Cesbron
Pour les articles homonymes, voir Cesbron.
Pour les autres membres de la famille, voir Famille Cesbron.
 (mars 2024).
Jean-Marie-Guillaume-Ernest Cesbron, né le 4 avril 1809 à Bordeaux et mort le 1er janvier 1882 à Poitiers, est un homme politique français.

## Biographie
D'une famille de Maine-et-Loire, beau-frère d'Alexis Segris, il est notaire à Poitiers de 1837 à 1867, puis nommé notaire honoraire. Membre pendant vingt-trois ans de la chambre de discipline des notaires de l'arrondissement de Poitiers, président de cette chambre pendant onze ans, il fait partie du conseil municipal de Poitiers de 1848 à 1870, et du conseil général de la Vienne de 1862 à 1870, pour le canton sud de Poitiers. Dévoué au second Empire, il vivait retiré à la campagne, en son Château des Roches, près Marigny-Brizay, quand les conservateurs de sa circonscription, l'élisent aux élections pour la Chambre des députés, le 20 février 1876. 
Ernest Cesbron est élu par 8,460 voix contre 4,810 voix, à Demarçay, candidat républicain. Il fait partie du groupe de l'Appel au peuple, vote, après le 16 mai 1877, avec la minorité de droite contre les 363, et est, après la dissolution (14 octobre 1877), le candidat officiel du gouvernement du Seize-Mai ; il est alors réélu par 8,142 voix contre 5,183 à Périvier, républicain. Il se prononce, dans la législature, contre les invalidations des députés de la droite, contre le ministère Dufaure et les ministères qui suivirent, contre l'élection de Jules Grévy (janvier 1879) à la présidence de la République, contre l'amnistie, contre l'article 7, contre l'application des décrets aux congrégations, contre la proposition tendant au rétablissement du divorce, etc. Cesbron déposa en outre plusieurs propositions, et fit voter notamment la loi sur la prescription des taxes des actes notariés. Il ne se représente pas aux élections d'août 1881 et meurt quelques mois après.

## Sources
- « Ernest Cesbron », dans Adolphe Robert et Gaston Cougny, Dictionnaire des parlementaires français, Edgar Bourloton, 1889-1891 [détail de l’édition]